# اضطراب الحزن المطول
اضطراب الحزن المُطوّل، ويُعرف أيضًا بالحزن المعقّد، الحزن الناتج عن الصدمة، واضطراب الفقد المعقّد والمستمر، هو اضطراب نفسي يتكوّن من مجموعة مميزة من الأعراض التي تظهر بعد وفاة أحد أفراد العائلة أو صديق مقرّب (أي الحِداد). يُعاني الأشخاص المصابون بهذا الاضطراب من انشغال دائم بالحزن ومشاعر الفقد إلى درجة تُسبب ضيقًا نفسيًا كبيرًا وتأثيرًا واضحًا على الأداء الوظيفي، وتظهر هذه الحالة عبر مجموعة من الأعراض، منها الاكتئاب، والألم العاطفي، والخدر العاطفي، والشعور بالوحدة، واضطراب الهوية، وصعوبة إدارة العلاقات الشخصية. كما أنّ صعوبة تقبّل الفقد أمر شائع، وقد تظهر في شكل اجترار ذهني حول الوفاة، أو رغبة شديدة في العودة إلى المتوفى، أو عدم تصديق أن الوفاة قد وقعت. ويُقدّر أن حوالي 10 بالمئة من الناجين الذين خسروا أحد أحبّائهم يُصابون بهذا الاضطراب، رغم أنّ النسبة تختلف حسب العينة السكانية والتعريفات المستخدمة.
في آذار 2022، تم إدراج اضطراب الحزن المطوّل كاضطراب نفسي في "الدليل التشخيصي والإحصائي للاضطرابات النفسية – الطبعة الخامسة، المراجعة النصية". كما تم إدراجه في النسخة الحادية عشرة من "التصنيف الدولي للأمراض" . ولتشخيص الإصابة، يجب أن تظهر الأعراض بشكل متكرر (عادةً بشكل يومي على الأقل)، وأن تستمر لمدة تتراوح بين 6 إلى 12 شهرًا على الأقل.
العلامات والأعراض
تشمل الأعراض السلوكية لاضطراب الحزن المطوّل ما يلي:
- معدلات مرتفعة من التفكير بالانتحار ومحاولاته.
- تراجع في الأداء الوظيفي.
- سلوكيات متكررة في البحث عن العلاج.
- سلوكيات صحية ضارة.

ويُعد الاضطراب أيضًا عامل خطر للإصابة بأعراض جسدية متنوعة قد تشمل:
- انخفاض جودة الحياة لدى البالغين والأطفال.[7]
- السرطان.[7]
- خلل في الجهاز المناعي.[7]
- ارتفاع ضغط الدم.[7]
- حوادث قلبية.[7]

تلعب العلاقة الشخصية مع المتوفى دورًا كبيرًا في تفاوت شدة الأعراض. فعادةً ما يُظهر الأزواج، والآباء، والأبناء مستويات شديدة من الأعراض، يليهم الإخوة، الأصهار، والأصدقاء. وقد وُجد أن القرب العاطفي من المتوفى يُعد مؤشرًا هامًا للاستجابات المرضية للحزن. وغالبًا ما يشعر الأشخاص الثكالى بالحاجة إلى فهم سبب انتحار أحبّائهم، خاصةً إذا لم يترك المتوفى رسالة توضيحية.
الحزن هو استجابة شائعة للحزن ، ويحدث في مجموعة متنوعة من الشدة والمدد، ومع ذلك فإن أقلية فقط من حالات الحزن تلبي معايير الشدة والمدة لتستحق تشخيص اضطراب الحزن المطول؛ يتم أخذه في الاعتبار عندما تكون قدرة الفرد على العمل ومستوى الضيق بسبب الخسارة شديدًا ومستمرًا.  يمكن للأشخاص المصابين بـ اضطراب الحزن المطول أن يختبروا ألمًا مزمنًا وشوقًا للمتوفى العزيز، ويشعرون أنهم لم يعودوا نفس الشخص ( اضطراب الهوية )، وينفصلون عاطفيًا عن الآخرين، أو يفتقرون إلى الرغبة في "المضي قدمًا" (في بعض الحالات يشعرون أن القيام بذلك سيكون خيانة للشخص المتوفى الآن).    وعلى الرغم من أن الحزن الطبيعي يبقى مع الشخص الثاكل في المستقبل البعيد، إلا أنه يُعتقد أن قدرته على تعطيل حياة الناجي تتبدد بمرور الوقت. 

## التشخيص
يُقدّم كل من نموذج الدليل التشخيصي والإحصائي للاضطرابات النفسية - الطبعة الخامسة البديل لاضطرابات الشخصية والنسخة الحادية عشرة من "التصنيف الدولي للأمراض" معايير تشخيص اضطراب الحزن المُطوّل. وقد اقتُرحت معايير تشخيصية لهذا الاضطراب منذ عام 2009، وتم تعديلها لاحقًا.
لكن القسم الثاني – المخصص للتشخيصات المعترف بها رسميًا – لم يتضمّن اضطراب الحزن المطوّل؛ وتمت إضافته لاحقًا في نسخة نموذج الدليل التشخيصي والإحصائي للاضطرابات النفسية - الطبعة الخامسة البديل لاضطرابات الشخصية لعام 2022. مع ذلك، يتضمن نموذج الدليل التشخيصي والإحصائي للاضطرابات النفسية - الطبعة الخامسة البديل لاضطرابات الشخصية اضطراب الفقد المعقّد والمستمر كتشخيص مقترح في القسم الثالث. نُشر النسخة الحادية عشرة من "التصنيف الدولي للأمراض" في عام 2022 وضم أيضًا اضطراب الحزن المطوّل، إلا أنّ النسخة الحادية عشرة من "التصنيف الدولي للأمراض" يتيح تشخيص الاضطراب بعد مدة أقصر من ظهور الأعراض مقارنةً بـ نموذج الدليل التشخيصي والإحصائي للاضطرابات النفسية - الطبعة الخامسة البديل لاضطرابات الشخصية.
يصنّف نموذج الدليل التشخيصي والإحصائي للاضطرابات النفسية - الطبعة الخامسة البديل لاضطرابات الشخصية اضطراب الحزن المطوّل كـ "اضطراب متعلق بالصدمات والضغوط". يُشخّص هذا الاضطراب عند حدوث حزن شديد ومستمر بعد وفاة شخص مقرّب، وتشمل الأعراض الأساسية شوقًا شديدًا أو انشغالًا بالمتوفى، إلى جانب أعراض إضافية مثل اضطراب الإحساس بالهوية، صعوبة تقبّل الوفاة، ألم عاطفي شديد أو خدر عاطفي، شعور بالوحدة، وإحساس بأن الحياة بلا معنى. ويجب أن تُسبب هذه الأعراض ضيقًا أو ضعفًا كبيرًا، وأن تتجاوز ما هو متوقّع ثقافيًا للحزن، وألا تكون مفسّرة بشكل أفضل من خلال اضطراب نفسي أو طبي آخر.
وفقًا لعالمة النفس هولي بريجرسون ، محررة قسم الاضطرابات المرتبطة بالصدمات والضغوط في الدليل التشخيصي والإحصائي للاضطرابات النفسية الدليل التشخيصي والإحصائي للاضطرابات النفسية – الطبعة الخامسة، المراجعة النصية،  فإن الشوق القوي والمستمر للمتوفى هو أحد الأعراض الرئيسية للحزن المطول، ولكنه ليس سمة من سمات الاكتئاب أو أي اضطراب آخر في الدليل التشخيصي والإحصائي للاضطرابات النفسية. 
يُشخّص اضطراب الحزن المطوّل في النسخة الحادية عشرة من "التصنيف الدولي للأمراض" عندما يُعاني الشخص من حزن مستمر وشديد بعد وفاة شخص مقرّب. وتشمل الأعراض الأساسية شوقًا قويًا أو انشغالًا بالمتوفى، مصحوبًا بألم عاطفي مثل الحزن، الشعور بالذنب، الغضب، أو الخدر العاطفي. يجب أن يستمر الحزن لفترة أطول مما هو متوقّع ثقافيًا، وأن يؤدي إلى اضطراب كبير في الحياة اليومية. وتشمل العلامات الإضافية: صعوبة التكيّف دون المتوفى، مشاكل في استرجاع الذكريات الإيجابية، الانسحاب الاجتماعي، وزيادة استخدام المواد المخدّرة أو التفكير بالانتحار. يجب أن يعكس التشخيص المعايير الثقافية للشخص، وألا يتم الخلط بينه وبين الحزن الطبيعي أو اضطرابات الصحة النفسية الأخرى مثل الاكتئاب أو اضطراب ما بعد الصدمة. وقد يظهر الحزن لدى الأطفال وكبار السن بطرق مختلفة حسب مراحل النمو.

## أدوات التقييم
تم تطوير العديد من أدوات التقييم المتخصصة في الحزن المرتبط بالفقد. تُعد "استبيان الحزن الموجز"، وأداة "الحزن المطوّل – 13 بندًا – النسخة المعدّلة"، وأداة "جرد الحزن المطوّل – 19 بندًا" من أدوات الفحص التي قد تشير إلى وجود اضطراب الحزن المطوّل، مع الحاجة إلى إجراء مقابلة إضافية وتقييم تاريخ الحزن لتأكيد التشخيص. يُعد "جرد الحزن المعقّد" (الذي تم تطويره عام 1995) أداة مُعتمدة لتقييم أعراض الحزن، ولا يزال يُستخدم على نطاق واسع حتى اليوم. ووفقًا لمراجعة منهجية أُجريت عام 2020، هناك إحدى عشرة أداة تقييم، ثلاث منها مخصصة للمقابلات السريرية. وتُعد أداة "جرد الحزن الصادم – تقرير ذاتي" الوحيدة التي تملك دليلًا تجريبيًا يدعم استخدامها كأداة تشخيصية.

## الأسباب
لا توجد أسباب محددة تضمن الإصابة باضطراب الحزن المطوّل. تشمل عوامل الخطر المعروفة الحوادث المفاجئة بالإضافة إلى الحالات المزمنة والاضطرابات العصبية. وتتضمن الحوادث المفاجئة ما يلي:
- أن يكون سبب الوفاة عنيفًا، مثل القتل أو الانتحار.[25]
- أن تحدث الوفاة في مستشفى.[26]
- الإجهاض.[27]
- عدم الاستعداد للوفاة، أو ارتفاع مستويات الحزن التوقعي.[28][29]

أما العوامل التنبؤية طويلة الأمد فتشمل:
- قلق الانفصال في مرحلة الطفولة.[30]
- وجود والدين متحكمين.[31]
- التعرض للإيذاء من الوالدين أو وفاتهما (عدا وفاة الشخص المفقود المقصودة في الحزن).[32]
- علاقة قرابة وثيقة بالمتوفى (مثل الوالدين).[33]
- أنماط التعلّق غير الآمنة.[34][35]
- الاعتماد العاطفي.[36]
- التقارب العاطفي مع المتوفى قبل الوفاة.[37]

قد يرتبط اضطراب الحزن المطوّل بتفعيل "النواة المتكئة".
وقد ثبت إلى حد كبير أن عوامل الخطر هذه والمرتبطات السريرية ترتبط بأعراض اضطراب الحزن المطول وليس أعراض اضطراب الاكتئاب الشديد واضطراب ما بعد الصدمة واضطراب القلق العام .  

## العلاج
يُنصح بشدة بعلاج اضطراب الحزن المطوّل. ويُعد "العلاج النفسي المرتكز على الحزن" هو العلاج الأساسي. ويُعد "علاج الحزن المطوّل" تحديدًا الأفضل من حيث الأدلة على فعاليته. ويمكن الجمع بين مضادات الاكتئاب والعلاج المرتكز على الحزن عند وجود أعراض اكتئاب متزامنة، بما في ذلك الاضطراب الاكتئابي الكبير المصاحب. ومع ذلك، لم تُثبت فعالية الأدوية عند استخدامها كعلاج وحيد لأعراض الحزن، ولا يُنصح بها.
وقد أظهرت مداخلات علاجية تعتمد على العلاقات والتدخلات المعرفية السلوكية أدلة على فعاليتها عند علاج الأفراد الذين فقدوا أحبّاءهم بسبب الانتحار. أما "العلاج بالتعرّض" فقد أظهر نتائج متباينة، وفي بعض الحالات زاد من شدّة الأعراض، ما يشير إلى أن فعاليته لا تختلف كثيرًا مقارنة بالعلاجات غير القائمة على التعرّض، خاصة في حال وجود اضطراب الكرب التالي للصدمة المشترك. كما أظهرت "العلاج الجماعي" أدلة مختلطة، وكان أقل فعالية مقارنة بالعلاجات الأخرى.

## علاج اضطراب الحزن المطوّل لدى مقدّمي الرعاية لمرضى السرطان والعائلات
نظرًا لارتفاع معدل اضطراب الحزن المطوّل لدى مقدّمي الرعاية لمرضى السرطان الذين فقدوا أحبّاءهم، فقد تم توجيه بعض التدخلات نحو هذه الفئة لتقييم إدارة العلاج. وقد بحثت دراسات حديثة في تقديم "رعاية الفقد" كوسيلة وقائية لتحسين نتائج الحزن وتقليل اضطرابات الحزن لدى مقدّمي الرعاية من العائلة. وتشمل "رعاية الفقد" تقديم الدعم للأسرة منذ تشخيص السرطان، وتطبيق الرعاية التلطيفية في وقت مبكر من مسار المرض. ويمكن أن تشمل هذه الرعاية خدمات استشارية فردية، ومجموعات دعم بين الأقران، وبرامج جماعية يديرها مختصون نفسيون واجتماعيون. وتتمثّل أهداف الدعم خلال فترة الحداد في مساعدة الأفراد على التكيّف مع الفقد، وتمكينهم من الحفاظ على علاقة رمزية مع المتوفى وإحياء ذكراه. كما ينبغي أن تشمل التدخلات المرتكزة على الدعم خلال الحداد استراتيجيات لإعادة دمج الأفراد اجتماعيًا، خاصة وأن تجربة تقديم الرعاية قد تُضعف الشبكة الاجتماعية، ما يتطلب دعمًا إضافيًا في بناء حياة جديدة بعد الفقد.
وقد نظرت دراسات أخرى في استخدام الممارسات الدينية كوسيلة تأقلم في علاج اضطراب الحزن المطوّل. ووجدت دراسة أُجريت عام 2005 أن مقدّمي الرعاية من البالغين الذين فقدوا أحبّاءهم بسبب السرطان، والذين لجأوا إلى الممارسات الدينية أو الروحية كوسيلة للتكيّف، قد سجّلوا عددًا أقل من الزيارات الطبية في التقييم الأساسي. ومع ذلك، لم يرتبط ذلك بالحالة الصحية بعد أربعة أشهر من التقييم.
وقد أظهرت الأبحاث أن تحديد مقدّمي الرعاية من العائلة الأكثر عرضة للخطر قبل وفاة القريب، من خلال تحليل الخصائص الديموغرافية المرتبطة باضطراب الحزن المطوّل، قد ساعد على الوقاية من ظهور أعراض الحزن غير الطبيعي حتى 12 شهرًا بعد الفقد. وتشير الأدلة المتعلقة بعلاج الحزن المعقّد إلى أن التدخلات العلاجية المعتمدة على الأطر المعرفية السلوكية تُعد فعالة، بما في ذلك التدخلات المعتمدة على الإنترنت بقيادة معالجين نفسيين لتقليل أعراض اضطراب الحزن المطوّل.

## علاج اضطراب الحزن المطوّل لدى الأفراد الأصغر سنًا في عائلات مقدّمي الرعاية لمرضى السرطان
فيما يخصّ أفراد الأسرة الشباب الذين يمرّون بحزن شديد نتيجة فقدان أحد الوالدين بسبب السرطان، أُجريت بحوث حول مجموعات الدعم الخاصة لهؤلاء الأشخاص الثكالى (الذين تتراوح أعمارهم بين ١٦ و٢٨ عامًا). وقد تبيّن أن مجموعات الدعم تُساهم في تحسين الرفاهية العامة لدى أولئك الذين فقدوا مريضًا بالسرطان، كما تُحسّن من مستوى الرضا عن الحياة.
يمكن أن تساعد التدخّلات الموجّهة إلى الأشقاء والمراهقين والشباب الثكالى على التكيّف مع احتياجاتهم النفسية والاجتماعية، إذ أظهرت الأبحاث أن أكثر من نصف الأشقاء الثكالى أبدوا مستويات عالية من التجنّب في التعامل مع حزنهم بعد وفاة الشقيق.
وقد أجريت دراسة في عام ٢٠١٠ لتقييم احتياجات الشباب الأستراليين الثكالى (الذين تتراوح أعمارهم بين ١٢ و٢٥ عامًا)، ممن فقدوا شقيقًا أو أحد الوالدين بسبب السرطان، وكشفت عن أن الدعم الاجتماعي ومهارات التكيّف تُعدّ من الاحتياجات غير المُلبّاة لديهم
وفي مراجعة منهجية أُجريت عام ٢٠١٩، تم تحليل نشاطين لمخيمات استجمامية أُقيمت من قِبل كوادر ومتطوعين في المستشفيات، وكان الهدف منها توفير بيئة يمكن فيها للأشقاء الثكالى، الذين فقدوا شقيقًا بسبب السرطان، أن يسترخوا ويتواصلوا مع بعضهم البعض حول تجاربهم مع الحزن.[٤٧]
كما بحثت دراسات أخرى في التدخّلات الموجّهة إلى الوالد/الوالدة المتبقّي/ة على قيد الحياة، وإلى الطفل الذي فقد أحد أفراد الأسرة بسبب السرطان.
تضمّنت إحدى التدخّلات التي أُجريت عام ٢٠٠٥، والتي أُطلق عليها اسم "برنامج إرشاد الوالدين"، ست جلسات علاجية للعائلات التي تضمّ أطفالًا تتراوح أعمارهم بين ٧ و١٧ عامًا.
وقد شمل البرنامج ست جلسات علاجية أُجريت خلال المرحلة النهائية من مرض السرطان، وست جلسات أُخرى بعد وفاة المريض، بما في ذلك اجتماعات عائلية.
وكان الهدف الأساسي من هذا التدخّل هو مساعدة الأطفال على التكيّف مع فقدان أحد الوالدين المُصاب بالسرطان، من خلال العمل على زيادة كفاءة الوالد/الوالدة الباقي/ة في تقديم الدعم للأبناء.
وقد أظهر هذا التدخّل الذي أُجري في عام ٢٠٠٥ تأثيرًا بسيطًا في تحسين مستويات القلق لدى الأطفال.

## علم الوبائيات
وفقًا لتحليل تلوي نُشر في عام ٢٠١٧، تُقدّر نسبة انتشار اضطراب الحزن المُطوّل بحوالي ٩.٨٪، إلا أن التقديرات قد تكون أعلى، لتصل إلى ٤٩٪، في حال لم يكن سبب الوفاة طبيعيًا.
كما أن اضطراب الحزن المُطوّل يكون أكثر شيوعًا عندما تكون الوفاة قد حدثت بطريقة عنيفة، مثل القتل أو الانتحار، إذ أظهرت إحدى الدراسات أن ما يُقارب ٧٠٪ من المصابين باضطراب الحزن المُطوّل قد تعرّضوا لفقدان شخص عزيز بسبب وسيلة عنيفة.
وعلى العكس، يكون اضطراب الحزن المُطوّل أقل شيوعًا في الحالات التي حدثت فيها الوفاة نتيجة كوارث طبيعية.
كذلك، فإن اضطراب الحزن المُطوّل ينتشر بشكل أكبر بين النساء.
ويُسجَّل معدل عالٍ من الترافق المرضي مع اضطرابات الأعراض الجسدية، بالإضافة إلى الاكتئاب، والقلق، واضطراب الكرب التالي للصدمة، كما يُلاحظ أن اضطراب الحزن المُطوّل يظهر بشكل غير متجانس.

## انتشار التشخيص الجيني قبل الزرع بين مقدمي الرعاية لمرضى السرطان
فقدان شخص عزيز بسبب السرطان يمكن أن يؤدي إلى مشاعر حزن شديدة، إذ غالبًا ما يتولى أفراد الأسرة دور مقدّمي الرعاية.
يتعرض مقدمو الرعاية لما يُعرف بعبء الرعاية، نتيجة للدور المتعدد الأوجه الذي يقومون به، مما يمكن أن يؤثر على مستوى الحزن الذي يختبرونه.
وغالبًا ما يُكلّف مقدمو الرعاية بواجبات رعاية غير مدفوعة الأجر بدرجة كبيرة، وقد أبلغ العديد منهم عن شعورهم بعدم امتلاك التدريب الكافي لتقديم الرعاية الشاملة.
وقد أظهرت الدراسات أن التوتر الناتج عن أفراد الأسرة الذين يقدّمون الرعاية لمرضى السرطان له آثار سلبية على الصحة النفسية، حيث يمكن أن تؤدي التكيّفات النفسية الضعيفة إلى عدد من الاضطرابات النفسية.
وتشمل هذه الاضطرابات المبلغ عنها كلًا من القلق والاكتئاب، بالإضافة إلى الحزن المعقّد أو اضطراب الحزن المطوّل.
وقد تم ربط العوامل السكانية والنفسية الاجتماعية بسوء التكيّف النفسي لدى أفراد الأسرة الثكلى الذين قدّموا الرعاية لمرضى السرطان، وتشمل هذه العوامل وجود رابطة وثيقة مع الشخص المتوفى، وانعدام الدعم الاجتماعي، وعبء الرعاية، والشعور بعدم الاستعداد لوفاة القريب، والتقدّم في السن، والتعرّف كأنثى.
وقد حدّدت دراسة تحليل شمولي نُشرت سنة 2021 انتشارًا عالميًا نسبته 14.2% لاضطرابات الحزن المطوّل بين العائلات المفجوعة التي فقدت أحبّاء بسبب الوفاة الناتجة عن السرطان.
وفي هذه الدراسة التحليلية ذاتها، أظهرت الإناث معدلات أعلى من اضطرابات الحزن بالمقارنة مع الذكور.
كما أظهرت العائلات التي فقدت أحبّاء مصابين بسرطانات عصبية معدلات أعلى من اضطراب الحزن المطوّل مقارنة بأنواع السرطان الأخرى.
وفي مقال مراجعة نُشر سنة 2020، أشارت الأبحاث إلى أن أفراد الأسرة الثكلى الذين قدّموا الرعاية لمرضى مصابين بأورام دماغية أفادوا بأنهم شعروا بعدم الاستعداد للمساعدة في رعاية نهاية الحياة، وعبّروا عن ندمهم لعدم طلب رعاية المحتضرين في وقت أبكر.
وقد أُجريت أيضًا دراسات على مقدّمي الرعاية من أفراد الأسرة الذين فقدوا أحبّاء بسبب الورم الأرومي الدبقي العالي الدرجة، والتي أشارت إلى أن الكثير منهم اختبروا حزنًا شديدًا وأبلغوا عن احتياجات غير ملبّاة تتعلق بدورهم كمقدّمين للرعاية.
وقد قيّمت الدراسات الحزن السابق للفقدان بوصفه عاملًا في التكيّف بعد الفقدان، مما يشير إلى أن الاستعداد للوفاة لدى مقدمي الرعاية قد يكون عامل حماية في التكيّف بعد الفقد.
يشير الحزن السابق للفقدان إلى الحزن الذي يُختبر قبل وفاة المريض، وقد تم ربطه بمستويات أعلى من اضطراب الحزن المطوّل وزيادة في أعراض الاكتئاب بعد الفقد.
وقد وجدت مراجعة منهجية نُشرت سنة 2024 أن أفراد الأسرة التايوانيين الذين شاركوا في تقديم الرعاية لمرضى السرطان بشكل رئيسي، قد يكونون معرضين لخطر اضطراب الحزن المطوّل إذا شعروا بعدم الاستعداد لوفاة أقربائهم.
كما أشارت مقالتان مراجعتان في أوروبا إلى أن الحزن غير الطبيعي قد يكون مرتبطًا بانخفاض مستويات الاستعداد لوفاة أحد أفراد الأسرة.

## الاختلافات الثقافية في معدلات الانتشار
توجد أدلة متضاربة بشأن ما إذا كان اضطراب الحزن المطوّل أكثر أو أقل شيوعًا في الدول الشرقية مقارنةً بالدول الغربية.
لقد جعلت مجموعات المعايير المختلفة في تقييم اضطراب الحزن المطوّل من الصعب مقارنة معدلات الانتشار في الدول الآسيوية ومعدلات الانتشار في دول الشمال العالمي لاضطرابات الحزن.
ومع ذلك، وفقًا لتحليل شمولي أُجري سنة 2024، والذي جمع معدلات الانتشار بين خمس دراسات من الصين واليابان، فقد وُجد أن معدل انتشار اضطراب الحزن المطوّل بلغ 8.9%.
تشير هذه الدراسة التحليلية إلى أن الممارسات الثقافية المتعلقة بالموت في الدول الشرقية قد توفّر دليلًا على انخفاض معدل انتشار اضطراب الحزن المطوّل مقارنة بالدول الغربية.
لقد أظهرت بعض الدراسات أن تعبيرات الحزن وأعراض اضطراب الحزن المطوّل تختلف باختلاف الثقافات.
وفي مقارنة عابرة للثقافات، أفاد آباء صينيون ثكالى بمستويات أعلى من الشعور بأن "الحياة فارغة"، مقارنةً بعينة من الآباء السويسريين الثكالى، حيث أظهر الآباء السويسريون مستويات أعلى من الانشغال المرتبط بالحزن.
كما أُبلغ أن الحداد لدى الأفراد الصينيين يتضمن استجابات توتر جسدية بشكل أكبر، إذ يمكن أن يتأثر التعبير عن الحزن بالاختلافات الثقافية والطقوس الثقافية.
كذلك، غالبًا ما يُبلّغ عن الهلوسات المرتبطة بالحزن والضيق الناتج عن الصدمة بين من يعانون من اضطراب الحزن المطوّل من الأفراد الصينيين، بينما تكون هذه الأعراض أقل شيوعًا وانتشارًا في دول الشمال العالمي.
وفي مراجعة منهجية نُشرت سنة 2024 وحلّلت تجارب الفقد لدى العائلات التايوانية، والتي شملت في الغالب عائلات مرضى السرطان، تم اعتبار الدين عامل حماية في حالة الحداد، إذ تُحتَرم المعتقدات الدينية والثقافية التي تتعلق بالاجتماع مع الأحباء بعد الوفاة.
وتشارك بعض الثقافات في طقوس حداد دينية، وقد تم بحث هذه الطقوس بوصفها وسيلة وقائية لتجنّب تطور اضطراب الحزن المطوّل.

## تاريخ
لا يُميّز كل من الدليل التشخيصي والإحصائي الرابع للاضطرابات النفسية والتصنيف الدولي للأمراض العاشر بين الحزن الطبيعي والحزن المطوّل.
استنادًا إلى العديد من النتائج التي أظهرت آثارًا سلبية للحزن المطوّل، فقد تم اقتراح معايير تشخيصية لاضطراب الحزن المطوّل لإدراجها في الدليل التشخيصي والإحصائي الخامس للاضطرابات النفسية والتصنيف الدولي للأمراض الحادي عشر.
وفي سنة 2018، أدرجت منظمة الصحة العالمية اضطراب الحزن المطوّل في التصنيف الدولي للأمراض الحادي عشر،وفي آذار 2022، أضافت الجمعية الأمريكية للطب النفسي هذا الاضطراب إلى النسخة المنقحة من الدليل التشخيصي والإحصائي الخامس للاضطرابات النفسية.
كانت المعايير التشخيصية المقترحة نتيجة لتحليل إحصائي لمجموعة من المعايير التي تم الاتفاق عليها من قِبل لجنة من الخبراء. وقد أسفرت التحليلات عن معايير كانت الأشد دقة في تحديد الأفراد المفجوعين الذين يعانون من اضطراب حزن مطوّل مؤلم، مستمر، ومُدمّر.
وقد تم التحقق من صحة معايير اضطراب الحزن المطوّل، وتُجرى عشرات الدراسات وتُنشر على المستويين الدولي والمحلي للتحقق من هذه المعايير في ثقافات أخرى، وفي علاقات القرابة المختلفة بالمتوفى، وفي أسباب الوفاة (مثل الزلازل، التسونامي، الحروب، الإبادة الجماعية، الحرائق، التفجيرات، أماكن الرعاية التلطيفية والحرجة).
كان "الحزن الصادم" أو "الحزن المعقّد" مصطلحًا استُخدم في البداية لتحديد متلازمة معقدة يمر فيها الفرد بضيق نفسي فريد نتيجة لوقوع الصدمة النفسية وفقدان شخص عزيز في الوقت نفسه.
وبينما يُعد كل من اضطراب الكرب التالي للصدمة النفسية واضطراب الحزن المطوّل تشخيصين منفصلين، إلا أنه يوجد تداخل بينهما، إذ يشتركان في بعض الأعراض مثل الأفكار التسلّلية المرتبطة بالموت، والشعور بالخدر العاطفي، واضطرابات محتملة في النوم.
وقد شملت العناصر المركزية للحزن المعقّد في بدايته كلًا من التوق، وضيق الانفصال، وعدم القدرة على تقبّل الفقد.

## الجدل
على الرغم من وجود أدلة تشير إلى صلاحية اضطراب الحزن المطوّل منذ سنة 1995، إلا أن إدراجه في النسخة المنقّحة من الدليل التشخيصي والإحصائي الخامس للاضطرابات النفسية والتصنيف الدولي للأمراض الحادي عشر كان بطيئًا، وشمل العديد من حالات رفض المقترحات السابقة لإدراجه كتشخيص.
وقد تم الدفاع عن الاعتراف بالحزن المطوّل كاضطراب بوصفه وسيلة لفهمه بشكل أفضل، والكشف عنه، ودراسته، ومعالجته.
كما تم اعتبار فكرة أن اضطراب الحزن المطوّل هو اضطراب مميّز يتميّز باستمرارية الأعراض حُجّة أساسية.
وقد شدّدت هذه الحجة أيضًا على الأدلة العاجلة التي تفيد بأن اضطراب الحزن المطوّل يرتبط بزيادة معدلات اضطرابات نفسية أخرى، بما في ذلك اضطراب الكرب التالي للصدمة النفسية، والانتحارية، والاكتئاب.
ومع ذلك، فقد اعتُقد أن إدراج اضطراب الحزن المطوّل في الدليل التشخيصي والإحصائي الخامس والتصنيف الدولي للأمراض الحادي عشر قد يُساء فهمه على أنه تحويل الحزن إلى حالة طبية، إذ رأى البعض أن إدخال هذا الاضطراب قد يؤدي إلى الإفراط في وصف الأدوية النفسية، وتجريم ردود الفعل الطبيعية للحزن.
ومن الحجج الأخرى المعارضة لإدراج اضطراب الحزن المطوّل وجود مخاوف بشأن الاختلافات الثقافية في الحزن المستمر، إذ قد تختبر الثقافات المختلفة الحزن بطرق مختلفة.
وعلى الرغم من هذه المخاوف، فقد أظهرت الدراسات دقة جيدة لتعريفات التصنيف الدولي للأمراض الحادي عشر والنسخة المنقّحة من الدليل التشخيصي والإحصائي الخامس للاضطرابات النفسية، كما أن جميع الأفراد المفجوعين تقريبًا الذين استوفوا معايير اضطراب الحزن المطوّل كانوا متقبّلين للعلاج، وكانت عائلاتهم مرتاحة لمعرفة أن لديهم متلازمة يمكن التعرّف عليها.
بالإضافة إلى ذلك، فقد وجدت دراسة أُجريت سنة 2020 أن توصيف أعراض اضطراب الحزن المطوّل بتشخيص محدد بالحزن لا يؤدي إلى وصمة اجتماعية إضافية تتجاوز الوصمة الناتجة عن هذه التفاعلات الشديدة من الحزن وحدها.

## انظر ايضاً
- نموذج دي إس إم-٥ البديل لاضطرابات الشخصية
- تصنيف اضطرابات الشخصية في التصنيف الدولي للأمراض – النسخة الحادية عشرة

- المختصرات في الرعاية الصحية
- قاعدة بيانات حيوية
- تصنيف الاضطرابات العقلية
- معلوماتية صحية
- جمعية ناندا
- علم تصنيف الأمراض
- التصنيف الدولي للأمراض - ١٠
- التصنيف الدولي للأمراض والتصنيف الدولي لتأدية الوظائف والعجز والصحة
- التصنيف الدولي لأمراض الأورام
- التصنيف الدولي للأداء والإعاقة والصحة
- التصنيف الإحصائي الدولي للأمراض والمشكلات الصحية ذات الصلة